# 김동성 (1948년)
김동성(金東成, 1948년 10월 18일~2022년 1월 5일)은 대한민국의 정치인이다. 민선 4·5기 단양군수이다.

## 약력
- 1948년 10월 18일 출생
- 대강초등학교 졸업
- 제천중학교 졸업
- 제천고등학교 졸업

## 공직생활
- 단양군 내무, 관광, 사회진흥, 민방위과장
- 단양군의회 사무처장
- 단양읍, 매포읍 부읍장
- 2006년 7월~2014년 6월: 제34·35대 단양군수[1]
  - 2011년 7월 28일 대법원은 허위사실 공표 혐의 등으로 기소된 김동성 단양군수에 대해 벌금 80만원을 선고한 원심 확정으로 군수직을 유지하였다.
  - 2014년 6월: 전국동시지방선거에서 후배양성 명목으로 단양군수 직을 내려놓는다.

## 정당활동
- 새누리당 중앙위원
- 새누리당 충북도당 정책개발부 위원장
- 새누리당 단양군지회장
- 새누리당 제천시·단양군 지구당 부위원장
- 대한민국 제16대 대통령 선거 제천시·단양군 선거대책본부장

## 역대 선거 결과
|  | 42.09% |

|  | 36.21% |

|  | 40.19% |